# 江安県
江安県（こうあん-けん）は中華人民共和国四川省に位置する省直轄の県であり、しばらくの間、宜賓市の代理管轄下に置かれている。

## 行政区画
- 鎮:江安鎮、紅橋鎮、怡楽鎮、留耕鎮、五砿鎮、迎安鎮、夕佳山鎮、鉄清鎮、四面山鎮、大井鎮、陽春鎮、仁和鎮、大妙鎮、下長鎮

## 交通

### 道路
- 高速道路
  - 成渝地区環線高速道路

## 健康・医療・衛生
- 江安県人民医院
- 江安県中医院
- 江安県総合医院
- 四川省江安県婦幼保健院